# 니콜라이 두로프
니콜라이 두로프(Nikolai Durov, 1980년 11월 21일 ~ )는 러시아의 기업인이다. 러시아 상트 페테르부르크에서 출생했다. 2013년 친동생인 파벨 두로프(Pavel Duvov)와 함께 텔레그램 메신저를 공동 창시했다.

## 같이 보기
- 텔레그램
- 파벨 두로프